# 謝雷 (歌手)
謝雷（1940年2月2日—），本名謝茂雄，出生於臺北市大稻埕地區，台灣男歌手。
謝雷自1964年出道以來已持續出版超過100張專輯；他是臺灣第一位出版國語專輯的男歌手，也是臺灣第一位專輯銷售破百萬張（不計盜版）的男歌手。
是台灣最著名的寶島長青樹、資深的寶島歌王。當年紅遍台港東南亞的青春偶像，國語歌本幾乎五之二以上歌曲都他唱紅的歌曲，至今依然是極受圈內外尊崇且人緣人氣俱佳的最資深寶島天王。

## 生平

### 早年生活
1940年，謝雷出生在臺北州臺北市太平町的一個貧窮家庭；他是家中第五個誕生的孩子，他的手足因家貧被陸續送人撫養，最後只剩下二哥與他。他的父親在大稻埕碼頭當過漁夫及船員，但因長期酗酒並嗜好賭博導致其家庭被迫四處搬遷。
1947年，謝家搬到位在臺北圓環附近的林本源博愛醫院，並定居在其中面積不到五坪的儲物間。隨後，謝雷進入太平國小就讀；他的母親則在建成市場附近擺攤賣草藥與涼茶。因為家中當時仍持續積欠債務，謝雷開始積極尋找賺錢的方法。此外，謝雷經常在放學回家後收聽廣播並跟著哼唱，也對美空雲雀感到崇拜。
1953年，他在小學畢業後考入松山初級商業學校。1956年，他考入育達初級商業學校，並在其間學習聲樂；但是，因為家中經濟壓力加劇，他在不到一年後即被迫辦理休學，返回家中幫忙母親擺攤賣草藥與涼茶。
1959年，他入伍從軍並被分發至臺南憲兵隊服役；期間，他曾負責主辦軍歌比賽並帶領所屬連隊在比賽中獲得冠軍，但仍無法獲其連長同意轉入康樂隊；不久，父親也在他服役屆滿一年前後過世，成為他人生最大遺憾之一。
退伍後，他返回家中繼續幫忙打理草藥攤生意直到1963年。

### 出道至走紅
1964年，警察廣播電台舉辦「交通安全歌曲演唱比賽」，冠軍獎金新台幣200元，這對當時的謝雷而言是相當高額的獎金。雖然初賽通過，因為謝茂雄當時登記住址是寄住的倉庫，已成廢墟，郵差的通知信無法寄達而被退回，謝雷在路上聽到警廣在節目廣播才知道消息。決賽時，特意挑了王琛作詞主唱、周藍萍作曲的《家在山那邊》，但是最後仍敗給了張琪，成為亞軍，最後因為亞軍獎金也是200元而接受。
之後，張琪與謝雷分別與警廣簽約，每日需至警廣的《空中歌廳》現場演唱，但月薪只有200元。而同時張琪歌唱邀約不斷，加上因家境貧窮產生的自卑，與一開口濃厚的台灣國語腔調，使他一度放棄，回家繼續賣草藥；但不到三個月後，又因放不下對唱歌的熱愛回到電台。
不久後，台視現場直播節目《群星會》打算引進新血，警廣製作人李鵬遠帶張琪與謝雷拜訪慎芝後，兩人受邀參與《群星會》，一開始兩人是各自擔任在大牌藝人演唱後的墊檔小腳色。某日因為《群星會》出現三分鐘空檔，慎芝臨時要張琪與謝雷合唱一首歌曲以免節目開天窗，於是毫無準備的張琪與謝雷合唱了《月下對口》，卻因此大獲觀眾好評而爆紅。
此時，作曲家林福裕找上謝雷，將他介紹給當時的環球唱片（非現在的環球音樂）老闆黃漢鈴。但當時男歌手唱國語歌的風氣並不流行，在林福裕表明一手包辦詞曲與編曲後下，謝雷的第一張個人專輯《謝雷之歌》於1964年問世。主打歌《多少柔情多少淚》是翻唱自的夏日柔情，冬日淚，酬勞是800元。
專輯推出後，意外暢銷至超過50萬張。同時真善美、國聲等歌廳開始找謝雷登台唱歌。

### 苦酒滿杯
第一張專輯大紅後，謝雷在兩年間又出了五張唱片，其中包括了翻唱《阿蘭娜》。1965年，環球唱片轉型，謝雷與環球結束合作，而此時張琪轉換東家至麗歌唱片，於是與張琪合唱的《傻瓜與野丫頭》更捧紅了兩人，但麗歌並不願意與謝雷簽約。
直到1967年，當時海山唱片的老闆鄭鎮坤邀請謝雷出唱片，更用新台幣一萬五千元的價格挖走謝雷。
專輯選曲時，決定採用改編自台語歌曲《悲戀的酒杯》，由慎芝改國語歌詞的《苦酒滿杯》。專輯一推出大受好評，但是當時正值台灣戒嚴時期，警總認為歌詞暗示台灣人民苦酒滿杯，因而遭禁，沒想到歌越禁越紅。當時唱片公司採取的策略是，讓唱片封面換個名字繼續銷售，裡面的歌曲仍是相同的；結果半年後賣破百萬張。

### 五花瓣合唱團
成為百萬唱片銷售量的歌手後，謝雷開始了全台歌廳演唱的生涯，隨著唱片銷往華人地區，也開始接受國外的秀場演出工作，電影片商也邀約謝雷。1968年，演出台語電影《負心的人》，同名歌曲也隨電影推出。當時的電影演員有在播映前先與觀眾見面以拉抬票房的隨片登台制度，而謝雷更是每場都要唱歌。為了減輕謝雷負擔，電影公司開始找業餘歌手或演員暖場，於是謝雷認識了本名蔡雪卿的蔡咪咪。在蔡雪卿父親拜託下，謝雷開始栽培蔡雪卿，運用自己的關係帶著她四處登台作秀。但是當時蔡咪咪年紀太小不能考歌星證，所以也不能唱歌表演，所以謝雷想到了與其他四個年紀稍長於蔡咪咪的少女，合組了「五花瓣合唱團」
1970年，由蔡咪咪擔任主唱的五花瓣合唱團出版了第一張專輯，主打歌《媽媽送我一個吉他》吸引當時的台灣青少年，但就在正當紅之際，蔡咪咪退團，五花瓣解散。

### 歌監、謝小魚、酒國英雄
1972年起，謝雷就把工作放在海外作秀上。1974年，謝雷到菲律賓某家夜總會時，因為對方拒絕放人，而被老闆檢舉以公益之名行商業之實，最後被菲律賓遣返回台灣，而政府也禁止他出境兩年。雖然事後台灣政府已經知道真相，但是禁止出境的命令一直沒有解除。
近兩年間，除了不能至海外作秀，就連台灣電視節目的通告也幾乎沒有。之後謝雷便轉往歌廳與秀場演出，鮮少在電視上露臉，但由於時值台灣秀場的巔峰期，謝雷的工作依舊滿檔。
1985年，謝雷在高雄作秀閒暇之餘到佛光山參拜，意外發現了一個迷路的幼童，即本名鄭貴方的謝小魚。謝雷將鄭貴方交還給他父母後，日後只要謝雷到南部作秀，鄭家父母都會帶小孩去捧場。一日鄭貴方說要跟謝雷拼歌，使謝雷意外發現這孩子的歌唱天賦。謝雷開始在台灣南部找老師訓練他，也收他做乾兒子，積極培養謝小魚出道。
1988年，當時名冠唱片的老闆許安進想找謝雷錄製精選輯，而這張專輯是謝雷的第一張台語專輯。當時對於主打歌懸而未決，於是許安進找來數十個在夜市與唱片行賣專輯的人一同選擇，最後選出了《酒國英雄》，是當時的創作人陳百潭描寫許安進的作品，而謝雷本人是菸酒不沾的,但該張專輯卻在三個月後銷售超過七十萬張。專輯同時也收錄了謝雷與謝小魚的合唱曲《父子情深》，也使謝小魚走紅，後來還與楊貴媚在1990年合拍電影《媽媽再愛我一次》，而謝小魚受邀參加春晚，就由謝雷陪伴。但因為選擇升學，謝小魚後來退出演藝圈。
1990年代中期，謝雷與田路路主持中視綜藝節目《鄉親舞台》。

### 心臟病發
謝雷憑藉《酒國英雄》翻身後，電視台又開始找上謝雷。但1998年7月時，謝雷在紅磡體育館演唱時心肌梗塞發作，唱了三首歌即被送往醫院急救。2009年時，謝雷稱是因為尤雅臨時想唱壓後，謝雷準備不及，一急之下心臟病發。
2008年1月，謝雷在彰化演唱時，再突發心絞痛送醫急救。

### 老GAY說
2005年，早年台灣秀場女主持人陳今珮上白冰冰主持的緯來綜合台節目《冰火五重天》時，稱謝雷是老GAY、白痴、智障等語，而白冰冰在一旁陪笑，因此惹惱謝雷，謝雷一狀告上法院。謝雷稱，與白冰冰認識多年，對白冰冰如此感到心寒；2007年，法院判決陳今珮敗訴。2009年，因陳今珮未依照判決賠償，謝雷再向法院聲請扣押陳的財產。
2012年，謝雷與白冰冰言和。2013年，謝雷稱永遠不會原諒陳今珮。

### 感情生活
謝雷唯二公開承認曾經論及婚嫁的女性是江霞與張琪。江霞是當時謝母在世時看中意的，但由於謝雷內向的個性，因而沒有下文。後來謝母病重，催促謝雷趕快結婚，於是謝雷找了一家飯店老闆的女兒相親，但結果是被對方拒絕。之後在台南的表姊居中牽線，到張琪家提親，結果張琪的男友楊靜塵收到消息，當天就從香港坐飛機回台灣。

## 音樂作品

### 個人專輯
|    | 專輯名稱                                   | 發行公司   | 發行日期 | 附註                        |
| -- | ------------------------------------------ | ---------- | -------- | --------------------------- |
| 01 | 謝雷之歌〔多少柔情多少淚〕                 | 環球唱片   | 1964-07  |                             |
| 02 | 一襲輕紗萬縷情                             | 麗歌唱片   | 1966-12  |                             |
| 03 | 張琪．謝雷合作集〔情人橋〕                 | 環球唱片   | 1966-12  |                             |
| 04 | 藍與黑                                     | 麗歌唱片   | 1966-12  |                             |
| 05 | 苦酒滿杯                                   | 環球唱片   | 1967-08  |                             |
| 06 | 追求                                       | 海山唱片   | 1967-12  |                             |
| 07 | 愛的誓言                                   | 環球唱片   | 1968-03  |                             |
| 08 | 歡唱                                       | 海山唱片   | 1968-04  |                             |
| 09 | 往日的舊夢                                 | 海山唱片   | 1968-05  |                             |
| 10 | 張琪．謝雷．青山合唱第二集〔親愛的蔓莉〕   | 麗歌唱片   | 1968-06  |                             |
| 11 | 新娘與我                                   | 海山唱片   | 1968-10  | 謝雷與電星樂隊              |
| 12 | 金色的夢                                   | 海山唱片   | 1968-12  |                             |
| 13 | 水長流                                     | 海山唱片   | 1969-05  |                             |
| 14 | 想你 ! 想你 ! 我想你                       | 海山唱片   | 1969-08  |                             |
| 15 | 謝雷與五花瓣〔喜相逢 我的妮妮〕            | 海山唱片   | 1970-03  | 五花瓣吉他合唱團伴奏        |
| 16 | 不要拋棄我!                                | 海山唱片   | 1970-03  | 姚蘇蓉與謝雷合輯            |
| 17 | 唱啊！三朵花                               | 海山唱片   | 1970-04  |                             |
| 18 | 落花淚                                     | 海山唱片   | 1972-03  |                             |
| 19 | 藍色的街車                                 | 海山唱片   | 1972-07  |                             |
| 20 | 失戀的人                                   | 長福唱片   | 1972-10  |                             |
| 21 | 我該怎麼辦                                 | 海山唱片   | 1973-06  |                             |
| 22 | 夜空                                       | 海山唱片   | 1974-04  |                             |
| 23 | 最後的一吻                                 | 海山唱片   | 1975-01  |                             |
| 24 | 日月同光                                   | 金鑽石唱片 | 1975-10  |                             |
| 25 | 黃金名歌 6 〔青山．婉曲．張琪．謝雷合唱〕  | 麗歌唱片   | 1978-01  | 精選集                      |
| 27 | 謝雷．陳玲懷念情歌對唱〔吃苦才能嘗到甜蜜〕 | 東林唱片   | 1980-10  |                             |
| 28 | 朋友！來乾一杯                             | 飛羚唱片   | 1982-12  | 國、台語專輯                |
| 29 | 望啊望！等啊等！                           | 北聯唱片   | 1984-10  |                             |
| 30 | 講氣魄                                     | 北聯唱片   |          |                             |
| 30 | 謝雷'86新專輯〔媽媽送我一個吉他〕          | 拍譜唱片   | 1986     |                             |
| 31 | 父啊子                                     | 藍天唱片   | 1988-07  |                             |
| 32 | 酒國英雄                                   | 名冠唱片   | 1989-03  |                             |
| 33 | 春去春又回                                 | 名冠唱片   | 1989-06  |                             |
| 34 | 驚驚抹著頂                                 | 名冠唱片   | 1989-11  |                             |
| 35 | 夢醒〔1965-1990 謝雷跨世紀宣言大碟〕       | 名冠唱片   | 1990-09  | 新歌 + 重新詮釋歷年作品精選 |
| 36 | 父子情                                     | 歌林唱片   | 1991-06  | 國、台語專輯                |
| 37 | 失戀酒                                     | 歌林唱片   | 1992-06  |                             |
| 38 | 先苦而後甜                                 | 歌林唱片   | 1994-05  |                             |
| 39 | 謝雷的新台語歌〔醉醉醉〕                   | 永發唱片   | 1995-02  |                             |
| 40 | 謝雷賀年專輯〔咱來祝福大家過好年〕         | 南方唱片   | 1997     | 東南亞地區發行              |
| 41 | 找不到一個朋友陪我喝喝酒                   | 友善的狗   | 1999     | 坎城唱片製作                |
| 42 | 謝雷の客家情歌                             | 升輝影音   | 2006-03  | 客語專輯                    |
| 43 | 雷聲再響起：謝雷的客語II                   | 升輝影音   |          | 客語專輯                    |
| 44 | 謝雷情繫香江35年演唱會Live CD              | 環星音樂   | 2006-11  | 演唱會精選雙 CD             |
| 45 | 酒國好男兒                                 | 欣代唱片   | 2008-04  | 國、台語專輯                |
| 46 | 我愛妳                                     | 欣代唱片   | 2012-12  | 國、台語專輯                |
| 47 | 父子情份                                   | 欣代唱片   | 2014-03  |                             |
| 48 | 一杯醉                                     | 欣代唱片   | 2015-09  |                             |
| 49 | 雲中煙                                     | 欣代唱片   | 2017-04  | 國、台語專輯                |
| 50 | 人情世事                                   | 欣代唱片   | 2018-08  |                             |
| 51 | 咖啡香                                     | 欣代唱片   | 2020-01  |                             |
| 52 | 跳過踉過                                   | 欣代唱片   | 2022-09  |                             |

### 單曲
|    | 曲名                     | 收錄專輯                                               | 發行公司 | 發行日期 | 附註                                        |
| -- | ------------------------ | ------------------------------------------------------ | -------- | -------- | ------------------------------------------- |
| 01 | 安平回想曲               | 姚蘇蓉的〔安平回想曲〕專輯                             | 海山唱片 | 1968-12  |                                             |
| 02 | 問你快樂不快樂           | 姚蘇蓉的〔安平回想曲〕專輯                             | 海山唱片 | 1968-12  |                                             |
| 03 | 採紅菱 ft.姚蘇蓉         | 楊燕．姚蘇蓉．謝雷的〔蘋果花．藍寶石之戀．採紅菱〕合輯 | 海山唱片 | 1970-    |                                             |
| 04 | 我心已碎                 | 楊燕．姚蘇蓉．謝雷的〔蘋果花．藍寶石之戀．採紅菱〕合輯 | 海山唱片 | 1970-    |                                             |
| 05 | 生命如花藍               | 楊燕．姚蘇蓉．謝雷的〔蘋果花．藍寶石之戀．採紅菱〕合輯 | 海山唱片 | 1970-    |                                             |
| 06 | 花兒像人人像花 ft.姚蘇蓉 | 姚蘇蓉的〔恨你入骨〕專輯                               | 娛樂唱片 | 1970-03  | 電影『恨你入骨』插曲。                      |
| 07 | 淚的小花                 | 姚蘇蓉的〔恨你入骨〕專輯                               | 娛樂唱片 | 1970-03  | 電影『恨你入骨』插曲。                      |
| 08 | 淚的衣裳                 | 姚蘇蓉的〔不要拋棄我 !〕專輯                           | 麗風唱片 | 1970-03  | 電影『不要拋棄我 !』插曲。 馬來西亞唱片公司 |
| 09 | 像霧又像花               | 姚蘇蓉的〔不要拋棄我 !〕專輯                           | 麗風唱片 | 1970-03  | 電影『不要拋棄我 !』插曲。                  |
| 10 | 郎郎里格郎 ft.姚蘇蓉     | 電影有男懷春全部插曲 * 群星大會串專輯                  | 海山唱片 | 1970-10  | 電影『有男懷春』全部插曲。                  |
| 11 | 迷你裙的少女             | 歌林金曲唱片                                           | 歌林唱片 | 1972-07  |                                             |
| 12 | 雨一滴                   | 白薇薇的〔心酸酸〕專輯                                 | 麗風唱片 | 1972-07  |                                             |
| 13 | 不要離開我               | 白薇薇的〔心酸酸〕專輯                                 | 麗風唱片 | 1972-07  |                                             |
| 14 | 鐵漢柔情                 | 邱蘭芬的〔恩情滴滴淚〕專輯                             | 麗風唱片 | 1972-07  |                                             |
| 15 | 奔向愛的花園裏           | 台北時間紀念唱片                                       | 海山唱片 | 1972-08  |                                             |
| 16 | 回來吧！姑娘             | 鳳飛飛的〔花謝花飛飛滿天〕專輯                         | 海山唱片 | 1973-09  | 電影『天使之吻』插曲。                      |
| 17 | 咖啡美酒檸檬汁           | 楊小萍、楊雅卉合輯的〔你給我勇氣〕專輯                 | 海山唱片 | 1976-12  | 電影『咖啡美酒檸檬汁』主題曲。              |
| 18 | 港都之夜                 | 鄭秀英的〔港都夜雨〕專輯                               | 台灣唱片 | 1978     |                                             |
| 19 | 港都夜雨                 | 鄭秀英的〔港都夜雨〕專輯                               | 台灣唱片 | 1978     |                                             |
| 20 | 感謝你                   | 呂明銀單曲                                             | 放音樂   | 2019-03  |                                             |
| 21 | 白頭偕老                 | 呂明銀單曲                                             | 放音樂   | 2021-02  | 三立八點檔『天之驕女』片頭曲。              |
| 22 | 乎愛控制                 | 呂明銀單曲                                             |          | 2023-05  | 民視八點檔『市井豪門』片頭曲。              |

## 戲劇作品
- 1988年 華視 《蚱蜢與公雞》飾王英俊
- 1991年 華視 《忠義八犬傳》[36]飾 皇上
- 1997年 民視  《菅芒花的春天》 飾 陳醫生
- 2004年 民視 《親戚不計較》(EP1731登場) 飾 謝慶源

### 引述、註解、文獻
1. 1 2  蕭采薇. . ETtoday. 2013-01-18  [2014-11-16]. （原始内容存档于2014-11-29）.
2. ↑  . www.facebook.com.   [2017-06-08]. （原始内容存档于2017-06-08） （中文（简体））.
3. ↑  當時約40-41新台幣兌1美元
4. ↑  醫院因位於道路用地，於1960年秋拆除
5. ↑  張琪自述：「當時的觀念是，男人唱歌是不務正業，所以謝茂雄敗給我，他氣到快要昏倒(笑)。」
6. ↑  1930年生，四川渠縣渝北人。1947年加入青年軍201師601團，後隨軍隊抵達台灣，著名作品有《九條好漢在一班》、《賀新年》、《恭喜恭喜》等；著名學生有鄧麗君、包娜娜、陳芬蘭，歐陽菲菲、白嘉莉、鳳飛飛、張琪、謝雷、林松義等，晚年定居於中國大陸。
7. ↑  張琪自述：「當時什麼都是現場的，沒有對嘴，沒有KARA，連廣告都是演員現場演的...」
8. ↑  1931年11月19日-2004年6月18日，台北木柵鄉人，基督徒，作曲家。筆名有一夫、白蕊、牧童心、嚴冬生、杜沛仁、郭西來等。知名作品有「天黑黑」、「丟丟銅仔」、「望你早歸」、「六月茉莉」等。他的弟弟是歌手長伸，英年早逝。
9. ↑  謝雷自述：「我記得有一次在上群星會節目，黃老闆馬上帶林老師來找我，說要跟我簽合約。」
10. ↑  謝雷自述：「那時候跑一個月，可以賺差不多快兩萬。」
11. ↑  原唱是杜德偉的母親張露
12. ↑  1935-2011，是台灣1970-1980年代本土大唱片公司之一的老板，旗下曾擁有左宏元、駱明道、劉家昌、林家慶、黃敏、林煌坤、慎芝等創作人，與姚蘇蓉、美黛、謝雷、青山、楊小萍、楊燕、尤雅、陳盈潔、陳淑樺、劉家昌、李碧華、費玉清與蔡琴、葉佳修等歌手。
13. ↑  鄭靜遠(鄭鎮坤子)：「那時一萬五千元是天價(中略)...這一合作，就是好幾十年。」
14. ↑  台灣省警務處、台北市警察局. . 中華民國國防部. 1967: A305000000C/0044/1324.8/5060/9/25  [2014-11-16]. （原始内容存档于2014-11-29）. 苦酒滿杯乙歌詞曲哀怨應予查禁
15. 1 2  張夢瑞. . 聯經出版. 2003: 2–. ISBN 978-957-08-2642-5.
16. ↑  鄭靜遠(鄭鎮坤子)：「人家說有法必有破，我記得當下有兩個版本，就把「苦」酒滿杯(中略)...變成「喜」酒滿杯...(中略)但是沒多久又被「關切」，所以才會有第三個版本，就是《男人的眼淚》。」
17. ↑  鄭靜遠：「那時一個月賣12萬張，在當時就很驚人，沒想到兩個月、三個月後破七十萬、八十萬張，陸陸續續半年多破百萬...」
18. ↑  . 開眼電影網.   [2014-11-16].
19. ↑  1957年11月11日生，台灣雲林人，後嫁給前中國國民黨中常委王令麟。
20. ↑  謝雷自述：「一開始是叫五朵花，我覺得太土，想到叫五花瓣好像有點日本味道...」
21. ↑  張夢瑞. . 《臺灣光華雜誌》. 2002年4月: 107  [2014-11-16]. （原始内容存档于2014-11-29）. 走紅的蔡咪咪沒有留在海山，卻跳槽到麗歌唱片，引起海山的不滿，聘請律師控告蔡咪咪違約。
22. ↑  . 《星洲日報》. 2007-03-17  [2014-11-16]. （原始内容存档于2014-11-29）. “菲律賓一家夜總會的老闆，贊助我到菲律賓活動的經費，開出條件要我唱足1個星期，但未開唱時這些票在1天內賣光；老闆見反應那麼好，就要我再唱，我也只有答應。”“後來老闆又要求我再唱幾天，但我早已和香港方面有約必須趕回香港演出，只好堅持拒絕老闆；結果，老闆當晚就舉報移民局，派出軍隊限我明早就要走。”“走的那天，還有很多華僑到機場跟我送別；可是，回到台灣，卻被政府以‘用台灣的名義做商業演出’硬套上罪名，禁止我出境表演。”
23. ↑  謝雷自述：「我就走過去看，怎麼會有小孩長得那麼醜、頭又那麼大...」
24. ↑  謝小魚自述：「在太平洋西餐廳的時候...(中略)...我也不知道為什麼，就說要上台跟他唱，那就表演一首《為什麼》，兩個人來比賽...」
25. ↑  葉婉如. . 台灣蘋果日報. 2009-09-01  [2014-11-16]. （原始内容存档于2016-03-04）.
26. ↑  朱健弘. . 台灣蘋果日報. 2008-10-07  [2014-11-16].
27. ↑  古彩彥. . TVBS-N. 2006-08-27  [2014-11-16]. （原始内容存档于2014-11-29）.
28. ↑  林挺弘、張瑞振、朱健弘. . 台灣蘋果日報. 2006-08-28  [2014-11-16]. （原始内容存档于2016-03-04）.
29. ↑  . 民視新聞. 2007-09-27  [2014-11-16]. （原始内容存档于2014-11-29）.
30. ↑  . 臺灣士林地方法院. 2007-09-26  [2014-11-16].[永久]
31. ↑  林佳宏. . 《自由時報》. 2009-11-12  [2014-11-16]. （原始内容存档于2014-11-29）.
32. ↑  林軒如. . 《中國時報》. 2012-05-07  [2014-11-16]. （原始内容存档于2014-11-29）.
33. ↑  謝雷自述：「她那時才16、7歲，常常和其他女孩子到我們家聊天...(中略)，我媽就說，江霞也會說台語耶...(中略)就比較樸素那種，老人家就比較喜歡感覺比較實在的，張琪不知道在講什麼，哩哩囉囉沒一句聽的懂。(笑)」
34. ↑  謝雷自述：「張媽媽就罵張琪，我才跟人家談好，你現在男朋友就到這邊，叫我怎麼跟人家交代？」
35. ↑  張琪自述：「那時候真是天人交戰。要是那時候謝雷在香港，能夠再抱我抱的緊一點，然後講一些我喜歡聽的話，就不管了，嫁了再說，但他都沒有啊!」
36. ↑  .   [2024-05-30]. （原始内容存档于2024-05-30）.

### 電視專訪(口述歷史)
- (台灣演義). 民視新聞. 2013-03-10  [2014-11-16]. （原始内容存档于2016-03-17）.
- (台灣亮起來). 三立新聞. 2014-06-29  [2014-11-16]. （原始内容存档于2021-02-22）.
- (當掌聲響起). TVBS. 2019-03-24  [2019-03-24]. （原始内容存档于2021-02-03）.

## 外部連結
- 謝雷粉絲專頁的Facebook專頁